# Hypocrita rhamses
Hypocrita rhamses är en fjärilsart som beskrevs av Paul Dognin 1923. Hypocrita rhamses ingår i släktet Hypocrita och familjen björnspinnare. Inga underarter finns listade i Catalogue of Life.